# Поплітник синалойський
Поплі́тник синалойський (Thryophilus sinaloa) — вид горобцеподібних птахів родини воловоочкових (Troglodytidae). Ендемік Мексики.

## Опис
Довжина птаха становить 11,8-14 см, вага 10,9-19,8 г. Верхня частина тіла тьмяно-коричнева, надхвістя має рудуватий відтінок. Хвіст рудувато-коричневий, поцяткований чорними або чорнувато-бурими смугами. Над очима білі або білувато=охристі "брови", за очима чорні смуги, щоки білі, поцятковані чорними смугами. На шиї з боків чорні і білі смуги. Горло і груди білі, боки блідо-коричневі. Виду не притаманний статевий диморфізм. У молодих птахів боки дещо блідіші, більш коричневі. Представники підвиду T. s. cinereus мають блідіше, більш сіре забарвлення, ніж представники номінативного підвиду. У представників підвиду T. s. russeus верхня частина тіла темно-коричнева.

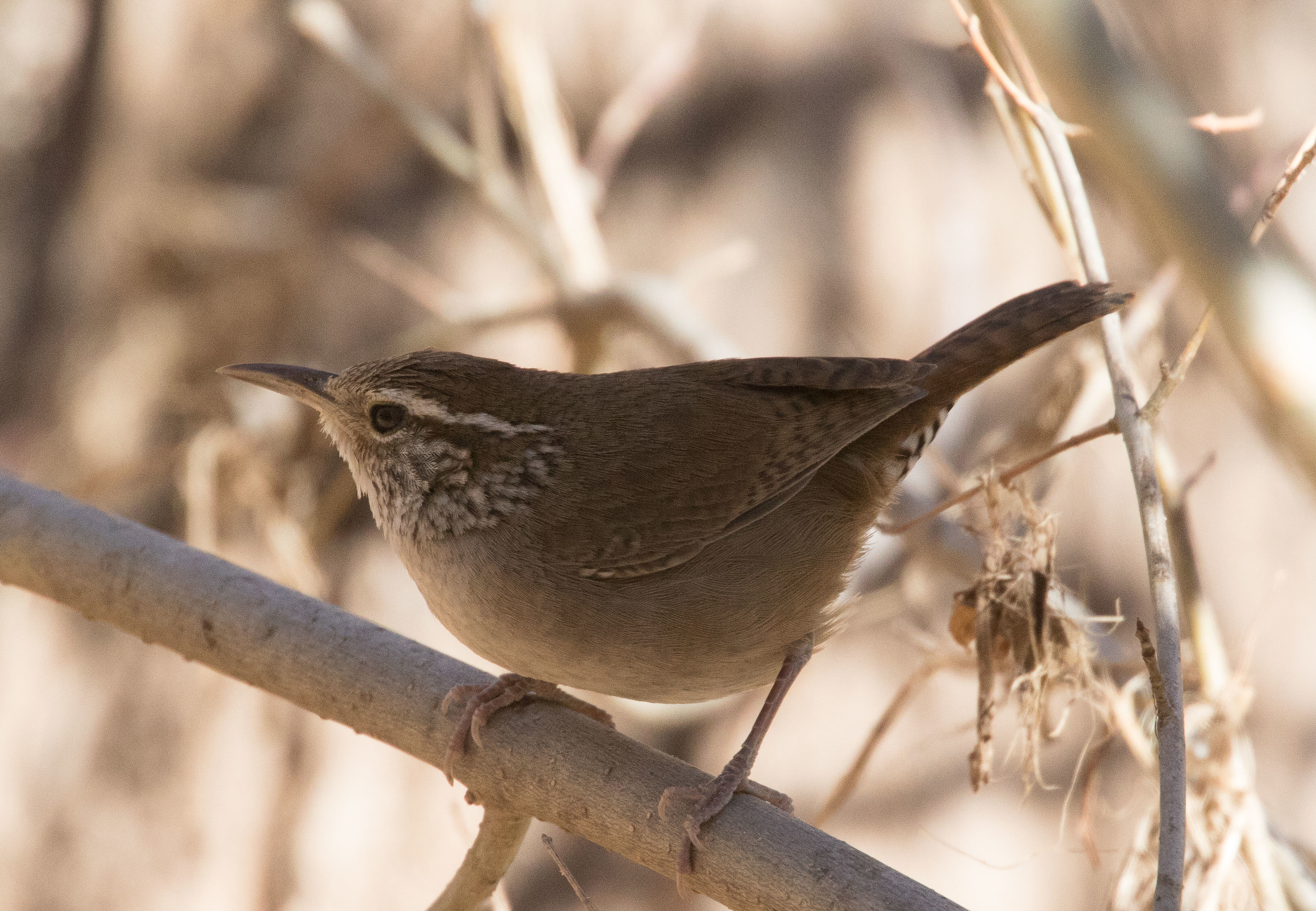
Синалойський поплітник

## Підвиди
Виділяють три підвиди:
- T. s. cinereus Brewster, 1889[5] — від північно-східної Сонори до північного Сіналоа і західного Чіуауа;
- T. s. sinaloa Baird, SF, 1864 — від центрального Сіналоа і західного Дуранго на південь до Мічоакана;
- T. s. russeus Nelson, 1903[6] — від центрального Герреро до західної Оахаки.

## Поширення і екологія
Синалойські поплітники мешкають на заході Мексики, іноді трапляються на південному заході США в Аризоні. Вони живуть в підліску сухих субтропічних лісів, на висоті до 2100 м над рівнем моря. Живляться комахами та іншими безхребетними. Сезон розмноження триває з квітня по липень. Гніздо пляшкоподібне з трубкоподібним бічним входом, направленим донизу, робиться з трави, часто розміщується поряд з гніздом ос. В кладці від 4 до 5 яєць.